# يي جيانغ تشوان
يي جيانغ تشوان (بالصينية: 叶江川) Ye Jiangchuan (ولد في 20 نوفمبر 1960) لاعب شطرنج صيني يحمل لقب أستاذ كبير.
- أحد أبرز لاعبي الشطرنج في تاريخ الصين الحديث.
- فاز ببطولة الصين سبع مرات أعوام 1981، 1984، 1986، 1987، 1989، 1994، 1996.
- في عام 1993 أصبح ثالث صيني يحصل على لقب أستاذ كبير بعد يي رونغ غوانغ وتسي جون.
- وفي 1 يناير 2000 أصبح أول صيني يتخطى حاجز 2600 نقطة في تصنيف إيلو.

## روابط خارجية
- يي جيانغ تشوان على موقع الاتحاد الدولي للشطرنج (الإنجليزية)
- يي جيانغ تشوان على موقع مباريات الشطرنج (الإنجليزية)
- يي جيانغ تشوان على موقع 365Chess.com (الإنجليزية)
- يي جيانغ تشوان على موقع Chesstempo.com (الإنجليزية)
- يي جيانغ تشوان على موقع الاتحاد الأمريكي للشطرنج (الإنجليزية)
- يي جيانغ تشوان سجل أولمبياد الشطرنج على موقع OlimpBase.org (الإنجليزية)
- يي جيانغ تشوان على موقع اللجنة الأولمبية الصينية (الإنجليزية)